# Bokowskaja
Bokowskaja (ros. Боковская) – wieś (stanica) w południowo-zachodniej Rosji, w obwodzie rostowskim, położona nad rzeką Czir, ok. 120 km na wschód od granicy rosyjsko-ukraińskiej. W 2010 roku wieś liczyła 4830 mieszkańców.